# Visage
Visage és un grup britànic format a finals dels anys 70 i liderat pel cantant Steve Strange, amb col·laboracions de músics pertanyents a altres grups com Ultravox. Visage són especialment coneguts per la cançó "Fade to Gray", que fou tot un èxit el 1980 i serví d'himne del moviment estètico-musical New Romantic.

## Els inicis: de Casnewydd al Blitz Club
Steve Strange (de nom real Steve John Harrington), originari de Casnewydd (País de Gal·les) i membre del grup The Photons, aterrà a Londres després d'haver rebut l'oferta de Billy Idol d'entrar al seu grup, Generation X, amb qui també havia col·laborat prèviament; tot i que finalment no acabà sent-ne membre, Strange aprofità el seu trasllat a Londres per treballar amb Malcolm McLaren (representant dels Sex Pistols, grup amb què havia coincidit ja a Newport), fer les seves primeres passes musicals amb la seva pròpia banda punk —Moor Murders— i organitzar festes a la sessió setmanal "Club for Heroes" (de la discoteca Billy's), ambientades musicalment pel seu company de pis, el bateria i DJ Rusty Egan.
L'èxit d'aquestes sessions va animar els seus organitzadors a canviar-ne la localització i mudar-se a un club més gran, el Blitz Club, un indret que es desmarcava de la resta per la seva selecció musical i per l'extravagant vestuari dels seus habituals. Strange hi treballava com a porter, seleccionant qui hi podia entrar i qui no; una de les seves "víctimes" fou Mick Jagger, a qui denegà rotundament l'accés. Les conseqüències de l'enorme cobertura mediàtica d'aquest rebuig foren molta publicitat i la mitificació als mitjans d'aquest club; en poc temps la fama dels "nois del Blitz" (The Blitz Kids) va créixer espectacularment.

## Primeres passes de Visage
Paral·lelament, el primer baixista dels Sex Pistols, Glen Matlock (amic de Strange des de la seva època a Newport), després de ser-ne expulsat, formà la seva pròpia banda, The Rich Kids, amb Midge Ure, Steve New i Rusty Egan. Després de la seva dissolució, Egan i Ure continuaren treballant en un nou projecte, per al qual convidaren Strange com a cantant; aquest nou grup fou anomenat Visage, en clara referència al seu costat més estètic (en francès, "visage" significa cara). El primer material publicat per Visage fou una versió synthpop del tema "In the Year 2525", de Zager and Evans, mostra del seu creixent interès per l'electrònica.
Després de l'edició del seu primer senzill, el trio Strange/Ure/Egan va aconseguir un contracte amb la discogràfica Radar Records i, per tal de poder enregistrar i interpretar en directe el seu material, reberen l'addició de nous membres, Billy Currie (teclista dels Ultravox) i tres membres del grup Magazine (Barry Adamson, John McGeoch i Dave Formula). Convertits en septet, Visage llançaren el mes de setembre de 1979 un altre senzill, "Tar", una versió d'una peça que Strange havia compost durant la seva estada a The Photons. Malgrat que "Tar" tampoc no tingué un ressò significatiu, sí que serví perquè la companyia Polydor Records els fes un nou contracte.

## Etapa clàssica: deFade to GrayaBeat Boy
El 1980 Visage editaren el senzill "Fade to Gray", que ràpidament aconseguí un enorme èxit: arribà al número 8 de les llistes britàniques, entrà al Top 10 a diversos estats europeus i coronà les llistes de 13 països. El novembre d'aquell mateix any Visage editaren llur primer àlbum, Visage; tant el disc com els senzills que se n'extragueren posteriorment ("Mind of a Toy" el març de 1981 i "Visage" el mes de juliol següent) entraren al Top 25.
Amb l'èxit de "Visage", però, no n'hi hagué prou per a consolidar el grup; degut als compromisos dels membres restants amb llurs respectives bandes (Ure i Currie amb Ultravox, McGeoch amb els Siouxsie and the Banshees i Formula i Adamson amb Magazine), reunir tots els músics per treballar en el següent disc es va fer cada cop més difícil. Així i tot, i amb l'única excepció de McGeoch (que es trobava a Madrid de gira amb Siouxsie and the Banshees), els membres de Visage es pogueren retrobar a finals de 1981 per començar les sessions del següent disc, The Anvil, que aparegué el mes de març de 1982. Tot i que el disc arribà al número 6 britànic i els seus senzills ("The Damned don't cry" i "Night Train") entraren al Top 15, les diferències artístiques entre Ure i Strange —que estava decidit a fer gires amb Visage en comptes de conservar-lo únicament com a projecte d'estudi— provocaren la sortida d'Ure i Currie, que en aquella època estaven tenint molt d'èxit també amb Ultravox. Adamson també deixà els Visage i fou reemplaçat per Steve Barnacle (baixista), amb qui Visage enregistraren un nou senzill, "Pleasure Boys" (publicat l'octubre de 1982).
El 1983 Polydor edità la recopilació Fade To Gray - The Singles Collection, mentre Strange i Egan intentaven aplegar col·laboradors per al següent àlbum d'estudi de Visage, Beat Boy, que aparegué el setembre de 1984. Ni el disc ni els seus senzills ("Love Glove" i "Beat Boy") no tingueren l'èxit dels seus predecessors i assenyalaren el final de Visage, que es dissolgueren poc després.

## Strange després de Visage
Després de la dissolució de la seva banda, el 1986 Strange formà un nou grup, Strange Cruise, que publicà dos senzills i un àlbum sense gaire èxit. "Fade To Gray", el seu tema més conegut, fou objecte de nombroses versions i remescles; per exemple, la de Bassheads el 1993 i la del grup italià de música dance Datura l'any 1994. Aquesta última versió comptà amb una nova pista vocal de Strange enregistrada específicament per a l'ocasió.
El 2002, Strange publicà la seva autobiografia, "Blitzed", en què relatava els èxits i els excessos que havien format part de la seva vida, en particular la seva addicció a l'heroïna. També el 2002, Strange "ressuscità" els Visage amb nous músics, amb els quals enregistrà noves cançons; l'última, el 2007, amb la participació d'un dels membres originals de Visage, Dave Formula. Amb una nova formació (Steve Strange, la cantant Lauren Thomas, el guitarrista Robin Simon i Steve Barnacle encarregat dels teclats, baix i programacions) Visage editaren un nou àlbum, Hearts and Knives, el 2013,el primer material nou després de 29 anys.
El 12 de febrer del 2015 Steve Strange patí un infart de miocardi mentre era a Sharm el-Sheikh, a Egipte; aquell mateix dia morí mentre era a l'hospital.